# رولر كوستر تايكون (لعبة فيديو)
رولر كوستر تايكون (بالإنجليزية: RollerCoaster Tycoon)‏ هي لعبة محاكاة بناء وإدارة من تطوير كريس سوير ونشر شركة هاسبرو إنتراكتيف. صدرت اللعبة في 1999 لصالح أجهزة مايكروسوفت ويندوز..